# The RoxBox - Roxette 86-06
The RoxBox - Roxette 86-06 è una raccolta del duo pop Roxette, pubblicata nel 2006.

## The RoxBox - Roxette 86-06
Il termine RoxBox nasce direttamente dai fans, dalla fusione e dal diminutivo di "Roxette", Rox, che ha una doppia valenza e completa assonanza con "rock" coniugata alla terza persona singolare, + Box («cofanetto»), nel desiderio di poter avere, in un solo ed ipotetico cofanetto, b-sides, brani sessions degli album e demo del gruppo, che non sono mai stati pubblicati, o sono stati resi noti solo in alcuni bootlegs.
The RoxBox - Roxette 86-06 è uscito contemporaneamente a "A Collection of Roxette Hits: Their 20 Greatest Songs!", un'altra raccolta del gruppo, per celebrare i 20 anni di carriera del duo pop svedese, entrambe con i due brani inediti Reveal e One Wish.
The RoxBox - Roxette 86-06 è una raccolta antologica che si presenta in un cofanetto di 4 CD ed un DVD, in una long box, e contiene in ordine cronologico, nei 4 CD, oltre le hits già pubblicate in varie raccolte, anche brani scelti dagli album in studio, alcune b-sides ed alcuni outtakes. 
Vengono inseriti nella raccolta antologica i singoli "Neverending Love" e "Goodbye To You", ed un altro brano, Secrets That She Keeps, dal primo album in studio "Pearls of Passion".
La versione di "Soul Deep" presente nella raccolta è stata pubblicata nel 1991 nella versione CD e MC dell'album "Joyride".
"June Afternoon", "You Don't Understand Me", "She Doesn't Live Here Anymore" e "I Don't Want to Get Hurt" sono stati pubblicati nella prima raccolta del duo svedese "Don't Bore Us - Get To The Chorus!", nel 1995.
La versione demo di "Always Breakin' My Heart" è stata pubblicata, nel 1997, come b-side, nel singolo "Do You Wanna Be My Baby?" di Per Gessle, mentre il brano "Always Breakin' My Heart" è stato registrato da Belinda Carlisle e pubblicato, nel 1996, nell'album "A Woman & A Man".
Help! è una cover di un brano dei Beatles, registrata dai Roxette nel 1995, in una versione acustica, agli Abbey Road Studios di Londra, e trasmessa dalle radio, nel Regno Unito, durante la promozione della raccolta "Don't Bore Us - Get To The Chorus!".
Il DVD include i videoclip ufficiali del gruppo e lo show musicale MTV Unplugged, registrato al Cirkus di Stoccolma, nel 1993, per l'emittente televisiva MTV; all'interno il cofanetto raccoglie inoltre alcune pagine con note e sessions fotografiche.

## Tracce
CD 1
1. Neverending Love – 3:27 – Single A-side / From: Pearls of Passion
2. Secrets That She Keeps – 3:41 – From: Pearls of Passion
3. Goodbye To You – 4:00 – Single A-side / From: Pearls of Passion
4. Soul Deep – 3:33 – Single A-side / From: Pearls of Passion
5. The Look – 3:57 – Single A-side / From: Look Sharp!
6. Dressed For Success – 4:12 – Single A-side / From: Look Sharp!
7. Sleeping Single – 4:38 – From: Look Sharp!
8. Paint – 3:32 – From: Look Sharp!
9. Dangerous – 3:51 – Single A-side / From: Look Sharp!
10. Listen To Your Heart – 5:15 – Single A-side / From: Look Sharp!
11. The Voice – 4:16 – Single B-side / Outtake from: Look Sharp!
12. Cry (Demo) – 5:09 – *
13. It Must Have Been Love – 4:19 – Single A-side / From The Pretty Woman Soundtrack
14. Joyride – 4:01 – Single A-side / From: Joyride
15. Fading Like A Flower (Every Time You Leave) – 3:53 – Single A-side / From: Joyride
16. Spending My Time – 4:36 – Single A-side / From: Joyride
17. Watercolours In The Rain – 3:39 – From: Joyride
18. Church Of Your Heart – 3:23 – Single A-side / From: Joyride
19. Perfect Day – 4:06 – From: Joyride

Durata totale: 77:28
CD 2
1. The Big L. – 4:28 – Single A-side / From: Joyride
2. (Do You Get) Excited? – 4:17 – From: Joyride
3. Things Will Never Be The Same – 4:28 – From: Joyride
4. The Sweet Hello, The Sad Goodbye – 3:48 – Single B-side / Outtake from: Joyride
5. Love Spins (Demo) – 3:31 – *
6. Seduce Me (Demo) – 3:56 – Single B-side
7. How Do You Do! – 3:11 – Single A-side / From: Tourism
8. The Heart Shaped Sea – 4:32 – From: Tourism
9. The Rain – 4:50 – From: Tourism
10. Never Is A Long Time – 3:46 – From: Tourism
11. Silver Blue – 4:08 – From: Tourism
12. Come Back (Before You Leave) – 4:32 – From: Tourism
13. Queen Of Rain – 4:56 – Single A-side / From: Tourism
14. Almost Unreal – 3:58 – Single A-side / From The Super Mario Bros. Soundtrack
15. Sleeping In My Car (Single Edit) – 3:34 – Single A-side / From: Crash! Boom! Bang!
16. Crash! Boom! Bang! (Single Edit) – 4:28 – Single A-side / From: Crash! Boom! Bang!
17. Vulnerable (Single Edit) – 4:29 – Single A-side / From: Crash! Boom! Bang!
18. The First Girl On The Moon – 2:57 – From: Crash! Boom! Bang!
19. I'm Sorry – 3:11 – From: Crash! Boom! Bang!

Durata totale: 77:00
CD 3
1. Run To You – 3:38 – Single A-side / From: Crash! Boom! Bang!
2. See Me – 3:45 – Single B-Side / Outtake from: Crash! Boom! Bang!
3. June Afternoon – 4:11 – Single A-side / From: Don't Bore Us - Get To The Chorus - Roxette's Greatest Hits!
4. You Don't Understand Me – 4:27 – Single A-side / From: Don't Bore Us - Get To The Chorus - Roxette's Greatest Hits!
5. She Doesn't Live Here Anymore – 4:04 – Single A-side / From: Don't Bore Us - Get To The Chorus - Roxette's Greatest Hits!
6. I Don't Want To Get Hurt – 4:17 – From: Don't Bore Us - Get To The Chorus - Roxette's Greatest Hits!
7. Always Breaking My Heart (Demo) – 3:07
8. Help! – 2:57 – From The Abbey Road Sessions *
9. Wish I Could Fly – 4:42 – Single A-side / From: Have A Nice Day
10. You Can't Put Your Arms Around What's Already Gone – 3:33 – From: Have A Nice Day
11. Waiting For The Rain – 3:38 – From: Have A Nice Day
12. Anyone – 4:32 – Single A-side / From: Have A Nice Day
13. Stars – 3:57 – Single A-side / From: Have A Nice Day
14. Salvation – 4:38 – Single A-side / From: Have A Nice Day
15. Cooper – 4:20 – From: Have A Nice Day
16. Beautiful Things – 3:50 – From: Have A Nice Day
17. It Hurts – 3:52 – Outtake from: Have A Nice Day
18. Little Miss Sorrow – 3:57 – From: The Pop Hits / Outtake from: Have A Nice Day
19. Happy Together – 3:56 – Single B-side / Outtake from: Have A Nice Day
20. Staring At The Ground (Demo) – 3:50 – *

Durata totale: 79:11
CD 4
1. 7Twenty7 (Demo) – 3:27
2. It Will Take A Long Long Time (Modern Rock Version) – 3:59 – Single B-side
3. Anyone / I Love How You Love Me (Demo) – 4:12 – *
4. Myth (Demo) – 4:25 – *
5. New World – 4:38 – *
6. Better Off On Her Own (Demo) – 2:51 – *
7. Real Sugar – 3:17 – Single A-side / From: Room Service
8. The Centre Of The Heart – 3:23 – Single A-side / From: Room Service
9. Milk and Toast and Honey – 4:04 – Single A-side / From: Room Service
10. Jefferson – 3:58 – From: Room Service
11. Little Girl – 3:39 – From: Room Service
12. The Weight Of The World – 2:52 – Outtake from: Room Service
13. Every Day – 3:25 – Outtake from: Room Service
14. Bla Bla Bla Bla Bla (You Broke My Heart) (Demo) – 4:36 – *
15. A Thing About You – 3:49 – Single A-side / From: The Ballad Hits
16. Breathe – 4:34 – From: The Ballad Hits
17. Opportunity Nox – 3:01 – Single A-side / From: The Pop Hits
18. All I Ever Wanted (Demo) – 4:16 – *
19. One Wish – 3:03 – Single A-side / Recorded 2006*
20. Reveal – 3:43 – Recorded 2006*

Durata totale: 75:12
- Pubblicati per la prima volta (*)

DVD
- MTV Unplugged!

1. The Look
2. Queen Of Rain
3. Hotblooded
4. # [Interview]
5. I Never Loved A Man (The Way I Love You)
6. It Must Have Been Love
7. Fingertips
8. # [Interview]
9. Heart Of Gold
10. Church Of Your Heart
11. Listen To Your Heart
12. # [Interview]
13. Here Comes The Weekend
14. Joyride
15. So You Wanna Be A Rock 'N' Roll Star

- MTV Unplugged! Bonus Tracks:

1. Dangerous
2. Spending My Time
3. The Heart Shaped Sea
4. Cry
5. Watercolours In The Rain
6. Surrender
7. Fading Like A Flower (Every Time You Leave)
8. Perfect Day

- Music Videos

1. Neverending Love
2. Soul Deep
3. I Call Your Name
4. It Must Have Been Love (Christmas For The Broken Hearted)
5. Chances
6. The Look
7. Dressed For Success
8. Dangerous
9. Listen To Your Heart
10. Silver Blue
11. It Must Have Been Love
12. Joyride
13. Fading Like A Flower (Every Time You Leave)
14. The Big L.
15. Spending My Time
16. Church Of Your Heart
17. (Do you Get) Excited?
18. How Do You Do!
19. Queen Of Rain
20. Fingertips '93
21. Almost Unreal
22. Sleeping In My Car
23. Crash! Boom! Bang!
24. Fireworks
25. Run To You
26. Vulnerable
27. You Don't Undestand Me
28. June Afternoon
29. She Doesn't Live Here Anymore
30. Un Dia Sin Ti
31. Wish I Could Fly
32. Anyone
33. Stars
34. Salvation
35. The Centre Of The Heart
36. Real Sugar
37. Milk And Toast And Honey
38. A Thing About You
39. Opportunity Nox

## The RoxBox!: A Collection of Roxette's Greatest Songs
Nel 2015, in coincidenza dell'uscita della nuova raccolta "XXX The 30 Biggest Hits" che promuove il tour mondiale dei 30 anni di carriera, con 30 brani, viene pubblicata anche una nuova versione del "The RoxBox 86-06".
Intitolata "The RoxBox - A Collection Of Roxette's Greatest Songs", inizialmente viene realizzato solo in Australia, ma poi esce anche in altri paesi.
Questa versione, rivisitata, è più ridotta, in 4 CD, con una tracklist che omette qualche brano e ne aggiunge degli altri, senza il DVD, non più in una long box e senza il librone, sostituito dal classico booklet dei CD, e questa volta all'interno di una slipcase.
La tracklist della collection viene aggiornata al 2012, con 6 brani tratti dalle pubblicazioni successive al 2006, e che sono: She's Got Nothing On, No One Makes It On Her Own, Speak To Me (Bassflow Remake), Reveal (The Attic Remake), The Sweet Hello The Sad Goodbye (Bassflow Remake) e It's Possible; la nuova versione esclude però 5 brani di quella precedente, che sono poi tutti fuori album: The Sweet Hello The Sad Goodbye (Studio Version), New World, Better Off On Her Own, All I Ever Wanted e Reveal (Studio Version).